# جايمي ثيربانتس ريفيرا
جايمي ثيربانتس ريفيرا (بالإسبانية: Jaime Cervantes Rivera)‏ هو سياسي مكسيكي، ولد في 7 مارس 1955 في المكسيك. حزبياً، نشط في Labor Party (Mexico) ‏. وقد انتخب عضو مجلس النواب المكسيك.